# ژنتیک رفتاری
ژنتیک رفتاری (به انگلیسی: Behavioural genetics) شاخه‌ای از علم ژنتیک است که به بررسی تأثیر عوامل ژنی بر رفتار فرد می‌پردازد.
پیام اصلی ژنتیک و ژنتیک رفتاری که در ادامه مطرح خواهد شد، فردیت ژنتیکی ست. به استثنای دوقلوهای همسان، هر یک از ما یک آزمایش ژنتیکی یگانه هستیم که هیچ‌گاه دوباره تکرار نخواهیم شد. این تعریف همانند پایه‌ای است که می‌بایست بر اساسِ آن فلسفه‌ای دربارهٔ شأن و اعتبار فرد طرح‌ریزی شود! گوناگونی انسان‌ها فقط نوعی عدمِ دقت در فرایند نیست، که اگر کامل و دقیق بود، موجب پدید آمدن انسان‌هایی آرمانی و همسان می‌شد؛ گوناگونی ژنتیکی اساس زندگی ست.
تأثیر عوامل ژنتیکی بر ویژگی‌های پیچیده نظیر ویژگی‌های رفتاری، به معنای آن نیست که عوامل محیطی اهمیتی ندارد. برای ویژگی‌های تک ژنی ساده (نظیر رنگ چشم)، عوامل محیطی ممکن است تأثیر اندکی داشته باشند؛ اما، برای ویژگی‌های پیچیده، تأثیرات محیطی معمولاً به اندازهٔ تأثیرات ژنتیکی اهمیت دارند. برای مثال، وقتی یکی از جفت‌های دوقلوهای همسان دچار اسکیزوفرنی شود، تقریباً در نیمی از موارد جفت دیگر دچار اسکیزوفرنی نمی‌شود، هرچند می‌دانیم که آن‌ها از نظر ژنتیکی یکسان هستند. چنین تفاوت‌هایی در جفت دوقلوهای همسان، فقط با در نظر گرفتن عوامل محیطی قابل توضیح است. در واقع، پژوهش‌های ژنتیک بهترین شواهد موجود را دربارهٔ اهمیت محیط ارائه می‌کنند!
تغییر رفتار در انسان بستگی به تغییر ژن دارد که امکان آن در طی نسل‌ها انجام می‌شود

## چالش‌ها
افراد زیادی از شنیدن این عقیده که ژن‌ها بر رفتار تأثیر می‌گذارند به شدت آشفته می‌شوند، زیرا آن‌ها معتقدند که این گفتهٔ نظریه‌پردازان بدان معناست که «ژن‌ها سرنوشت را رقم می‌زنند». این سوء تعبیر رایج غالباً به گونه‌ای مؤکد از سوی افرادی ابراز می‌شود که از چگونگی عملکرد ژن‌ها آگاهی ندارند. آن‌ها ژن‌ها را «عروسک گردان‌های» اصلی تصور می‌کنند، حال آن‌که نقش واقعی ژن‌ها چیز دیگری است. آن‌ها ساختار شیمیایی هستند که تولید پروتئین یا تنظیم فعالیت سایر ژن‌ها را بر عهده دارند. واقعیت این است که ژن‌ها به شیوه‌هایی غیر مستقیم و پیچیده بر رفتار تأثیر می‌گذارند که مستلزمِ کسب درون دادهایی از فیزیولوژی بدن، محیط، جامعه و فرهنگ است. (هامر و کاپلند 1994) به عبارت دیگر ژن‌ها، در اغلب موارد رفتار را «تحت تأثیر» قرار می‌دهند. به این ترتیب، تفاوت‌های ژنتیکی می‌تواند منجر به تفاوت‌های رفتاری شود، زیرا آن‌ها مسئول کد نمودن آنزیم‌هایی هستند که توسعه و تکوین سیستم‌های حسی، عصبی و ماهیچه‌ای حیوان را تحت تأثیر خود دارند و به نوبهٔ خود رفتار حیوان را تحت تأثیر قرار می‌دهند. اما این به معنای نقشی تعیین‌کننده و جبری برای ژن‌ها نیست.
ژن کنترل کنندهٔ رنگ چشم تک ژنی نمی‌باشد. می‌توان برای مثال به ژن کنترل کنندهٔ رنگ یا قد نخود فرنگی اشاره نمود.